# Matt Prater
Matt Prater (Mayfield Heights, 10 agosto 1984) è un giocatore di football americano statunitense che gioca nel ruolo di placekicker per gli Arizona Cardinals della National Football League. Dopo non essere stato scelto nel Draft NFL 2006 firmò con i Detroit Lions. Al college ha giocato a football all'Università della Florida Centrale. Prater ha detenuto il record per il più lungo field goal segnato nella storia della NFL, 64 yard, dall'8 dicembre 2013 al 26 settembre 2021.

## Carriera professionistica

### Detroit Lions
Al draft NFL 2006 non fu selezionato ma successivamente firmò in qualità di free agent coi Lions. Il 27 agosto venne svincolato e per il resto della stagione rimase fuori dai campi di gioco, privo di una squadra.

### Miami Dolphins
Matt firmò coi Dolphis l'11 gennaio 2007 un'opzione per un eventuale futuro contratto ma il 27 agosto venne svincolato.

### Atlanta Falcons
Con i Falcons giocò 2 sole partite, dopodiché il 18 settembre 2007 venne svincolato dopo aver sbagliato due field goal.

### Ritorno ai Dolphins
Il ritorno a Miami fu di breve durata, tanto che Prater non scese mai in campo.

### Denver Broncos
Con i Broncos iniziò a giocare nel ruolo di kicker titolare e nella sua prima stagione in Colorado vinse anche il titolo di miglior giocatore degli special team della settimana.
Nelle stagione 2010, Prater saltò le ultime 4 partite per un infortunio al bacino. Il 24 dicembre venne inserito in lista infortunati.
Il 27 luglio 2011 rifirmò per un altro anno con i Broncos.
Il 5 marzo 2012 venne applicata sul giocatore la franchise tag da parte dei Broncos. Il 2 luglio 2012, la franchigia annunciò l'accordo con Prater per un nuovo accordo quadriennale del valore di 13 milioni di dollari, compresi 3 milioni di bonus alla firma.
L'8 dicembre 2013, nella gara contro i Tennessee Titans, Prater stabilì il nuovo record NFL segnando un field goal dalla distanza di ben 64 yard, venendo premiato per la seconda volta in carriera come miglior giocatore degli special team della AFC della settimana. A fine stagione fu convocato per il primo Pro Bowl in carriera e inserito nel Second-team All-Pro. Coi Broncos raggiunse il Super Bowl XLVIII, perso contro i Seattle Seahawks.
Il 24 agosto 2014, Prater fu sospeso dalla lega per quattro partite della stagione per problemi concernenti l'abuso di alcoolici. Il 3 ottobre, alla fine della squalifica, i Broncos svincolarono il giocatore, preferendogli il rookie Brandon McManus.

### Detroit Lions

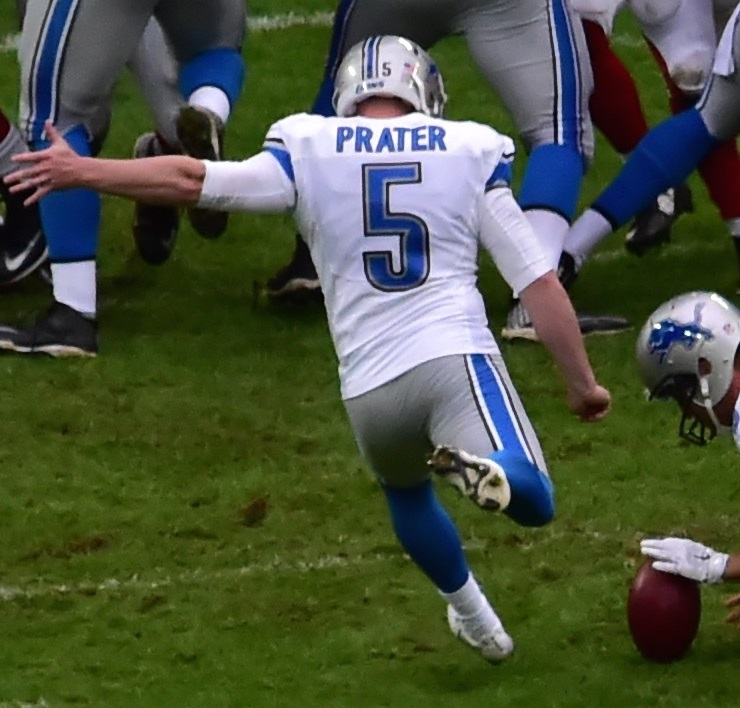
Prater coi Lions nel 2014.

Il 7 ottobre 2014, Prater firmò un contratto annuale coi Detroit Lions. Nel 2016 fu convocato per il suo secondo Pro Bowl al posto di Matt Bryant impegnato nel Super Bowl LI.
Il 24 settembre 2017, Prater stabilì in sole tre gare il nuovo record NFL per il maggior numero di field goal da più di 55 yard segnati in una stagione (3), segnandone uno da 57 yard contro gli Atlanta Falcons. Alla fine di settembre fu premiato come giocatore degli special team della NFC del mese.
Nell'ultimo turno della stagione 2018, Prater, in quello che fu il secondo passaggio tentato in carriera, lanciò un touchdown da 8 yard per il compagno Levine Toilolo, venendo premiato come giocatore degli special team della settimana.
Nella settimana 10 della stagione 2020 Prater segnò da 59 yard il field goal della vittoria all'ultimo secondo contro il Washington Football Team. Nell'ultimo turno stabilì un record in carriera per il maggior numero di field goal segnati da almeno 50 yard, con 59. Il precedente primato era detenuto da Sebastian Janikowski.

### Arizona Cardinals
Nel marzo del 2021 Prater firmò con gli Arizona Cardinals un contratto biennale del valore di 7 milioni di dollari.
Nel terzo turno della stagione 2023 Prater contribuì alla prima vittoria stagionale dei Cardinals segnando tre field goal, di cui uno da 62 yard, venendo premiato come giocatore degli special team della NFC della settimana.

## Palmarès

### Franchigia
- American Football Conference Championship: 1

Denver Broncos: 2013

### Individuale
- Convocazioni al Pro Bowl: 2

2013, 2016
- Second-team All-Pro: 1

2013
- Giocatore degli special team della AFC della settimana: 3

5ª del 2010, 14ª del 2013, 1ª del 2017
- Giocatore degli special team della NFC della settimana: 1

17ª del 2018
- Record NFL per il più lungo field segnato (64 yard)